# Groupe international d'étude et de réflexion sur les femmes en Islam
 (février 2012).
 (octobre 2020).
Le Groupe international d'étude et de réflexion sur les femmes en Islam (GIERFI) a été officiellement créé en 2008 en Espagne. Il s'agit d'un groupe international dont les membres se penchent intellectuellement et spirituellement sur la question des femmes en Islam. Sa création était principalement motivée par le besoin urgent d’un discours alternatif, capable de pallier les lacunes d’un discours islamique officiel sur la femme, très réducteur, infantilisant et trop souvent vidé de son essence.

## Historique
Le Groupe a d'abord été créé en 2004 à Barcelone par Yaratullah Monturiol. Celle-ci a eu l’idée de constituer un groupe international qui se pencherait sur la question des femmes en Islam d'un point de vue tant intellectuel que spirituel ; son désir était de regrouper les efforts de plusieurs femmes de divers horizons à travers le monde, dont les voix convergeaient vers les mêmes questionnements et réflexions sur la réalité des femmes musulmanes. Les motivations et préoccupations de ces intellectuelles étaient similaires :
- Le manque d’échanges réguliers, à travers le monde, sur les problématiques des femmes musulmanes dans les débats actuels.
- L’absence d’un réseau d’expertise prêt à établir des ponts au-delà les frontières afin d’initier et de promouvoir des idées nouvelles.
- L'absence de plate-forme de réflexion capable d’instaurer les bases d’un discours innovateur.
- La nécessité d’offrir, aux différentes voix féminines, l’opportunité de discuter de questions concernant leurs droits, leurs responsabilités et leurs rôles, afin de pallier la stagnation du discours sur les femmes musulmanes en apportant des perspectives nouvelles et une manière différente d'aborder le sujet.
- La nécessité d’abolir certaines pratiques coutumières discriminatoires par l’éducation et des ateliers de formation.
- La nécessité de lutter contre les stéréotypes et préjugés culturels par le biais de l’instauration de plates-formes de dialogue autant au sein des communautés et des associations musulmanes que non-musulmanes.

Fortes de leurs expériences intellectuelles et sociales, et surtout animées par une volonté réelle de changement et de réforme, trois femmes : Malika Hamidi, directrice Générale de l'European Muslim Network, Asma Lamrabet, médecin biologiste, auteure et féministe musulmane engagée, et Yaratullah Monturiol, ont allumé l’étincelle d’un groupe qui se veut le moteur d’un discours alternatif promouvant l’égalité hommes-femmes et puisant ses fondements dans une spiritualité musulmane juste et égalitaire.
Après des années de travail interne, le groupe fait son apparition officielle comme GIERFI (Groupe international d’études et de réflexion sur les femmes en Islam) en septembre 2008 à Barcelone, en Espagne. Cette même année, le GIERFI a tenu une conférence à Rabat, au Maroc, au sein de la Rabita Mohammedia des Oulémas pour le lancement de ses activités. Lors de cette rencontre, un partenariat a été signé entre les deux institutions visant ainsi à encourager un travail approfondi sur les différentes thématiques liées aux femmes en Islam.

## Vision[Quoi ?]
La vision du GIERFI est de voir naître des sociétés et des communautés musulmanes où les contributions des femmes tant contemporaines qu’historiques seraient reconnues et encouragées dans toutes les sphères sociales.

## Mission
Favoriser l’émergence d’une nouvelle conscience féminine musulmane capable d’être au cœur de son propre changement et de participer activement à la réflexion sur la religion, le sens et les valeurs de la société dans laquelle elle vit.

## Objectifs
Afin de poursuivre sa mission, le GIERFI s’est fixé des objectifs généraux qui passent par l'accomplissement d'objectifs plus spécifiques pour leur mise en œuvre. Ils sont les suivants:
1) Améliorer la participation des femmes dans la réflexion intellectuelle, théologique et juridique autour des questions se rapportant à l’islam:
- Augmenter l’apprentissage de l’autonomie intellectuelle des femmes pour réinterpréter leur propre rôle au sein de leur culture selon leur référentiel religieux et valeurs spirituelles.
- Revendiquer le droit des femmes pour l’interprétation des textes.

2) Dénoncer les discriminations, commises au nom de l’islam, envers les femmes dans les communautés musulmanes à travers le monde:
- Promouvoir l’égalité des femmes et hommes.
- Identifier les interprétations sexistes des textes religieux au nom de l'islam.
- Déconstruire les discours et représentations discriminatoires envers les femmes dans l’idéologie musulmane ancienne et contemporaine.
- Promouvoir les droits conférés aux femmes à partir des sources scripturaires et textes sacrés.

3) Déconstruire les discours sur le caractère intrinsèquement misogyne de l’islam et la représentation négative des femmes à travers ces discours:
- Contester l’affirmation répandue qui prétend que l’inégalité des sexes, l’oppression et le système patriarcal sont intrinsèques au texte sacré de l’islam.
- Revaloriser la représentation des femmes musulmanes.
- Critiquer la centralité donnée à la place des femmes dans les discours souvent essentialistes sur les musulman(e)s et l’islam.

4) Lutter contre toutes les discriminations faites aux femmes musulmanes au nom du féminisme et de la modernité:
- Interpeler l’opinion internationale et l'opinion publique sur les discours islamophobes visant à stigmatiser et discriminer les femmes musulmanes.
- Promouvoir l’égalité des droites entre les femmes issues de différentes traditions religieuses ou non (femmes non-croyantes et femmes croyantes, femmes non-musulmanes et femmes musulmanes, femmes du Nord et femmes du Sud.)

5) Initier un travail de mémoire sur l’héritage historique des musulman(e)s:
- Promouvoir la relecture de l’histoire de l’islam et de sa civilisation à travers une nouvelle lecture.
- Améliorer l'importance octroyée à l’apport de la civilisation islamique au contexte actuel.